# Doug Ross
Douglas "Doug" Ross è un personaggio della serie televisiva E.R. - Medici in prima linea, interpretato da George Clooney.

## Biografia del personaggio
Doug è cresciuto con sua madre Sarah, dopo che il padre Ray abbandonò la famiglia per fuggire con un'altra donna. Pediatra del pronto soccorso, esercita la propria professione con il cuore, pensando unicamente al bene dei bambini e tenendo poco conto delle regole. Il suo modo di fare lo mette spesso in conflitto con i suoi superiori, venendo richiamato più volte dalla commissione disciplinare e soprattutto dalla severa Kerry Weaver.
Doug ha avuto molte donne nel corso della serie, ma non ha amato seriamente nessuna di loro. Il caso più clamoroso è stato quando una donna con cui era appena stato a letto ha avuto una crisi epilettica e lui l'ha portata al policlinico; quando i medici gli hanno chiesto il nome della donna, Doug ha ammesso di non saperlo.
Nutre un rancore profondo nei confronti del padre e quando, dopo anni, l'uomo tenta di riallacciare i rapporti con il figlio, Doug seduce la sua donna per ripicca. Quando il padre muore in un incidente stradale, il dottore parte per seppellirlo in California. Nella prima stagione, in particolare nell'episodio numero 3 e numero 13, al minuto 15 Doug Ross dice al padre di un paziente di avere un figlio, un maschio di 8 anni. All'infermiera Wendy, dice di non avere alcun rapporto con lui e di non conoscere nemmeno il suo nome.  
Molto amico del dottor Mark Greene, che lui chiama affettuosamente Ciccio, Doug è innamorato dell'infermiera Carol Hathaway, che spesso ha fatto soffrire, portandola a tentare il suicidio. Carol e Doug vivranno un'intensa storia d'amore lungo il corso della serie. Durante la quinta stagione, Doug aiuta Ricky Abbott, un bambino affetto da una gravissima malattia genetica, utilizzando senza il consenso dei superiori una nuova terapia sperimentale. Successivamente, pregato dalla signora Abbott (che ha già perso un altro figlio per la stessa malattia), Doug pratica l'eutanasia al piccolo Ricky. Il padre del bambino però lo denuncia per omicidio e Doug deve fare i conti con Mark e Kerry, interessati al buon nome dell'ospedale. Così, dopo essere sopravvissuto a un terribile incidente insieme a Jeanie Boulet, il dottor Ross sceglie di lasciare Chicago per un incarico a Seattle e Carol inizialmente non lo segue. Tempo dopo Carol scopre di essere incinta di lui ed avrà le gemelle Tess e Kate. Successivamente, dopo aver avuto un breve flirt con il dottor Luka Kovač, per non negare alle sue figlie la presenza del loro padre, Carol raggiungerà Doug a Seattle.
Doug ricompare nel diciannovesimo episodio della quindicesima stagione, insieme alla moglie Carol, nel frattempo diventata infermiera coordinatrice dei trapianti. Doug e Carol devono convincere una nonna (Susan Sarandon) a donare gli organi del nipotino caduto in coma irreversibile. Alla fine Doug riesce a convincere la donna e un rene del bambino viene donato, all'insaputa di Ross, al suo vecchio collega e amico John Carter. Alla fine dell'episodio Doug e Carol vanno a dormire e il dottore le dice di amarla.